# 长治城隍庙
长治城隍庙为旧时中国山西潞安府附郭县长治县县城隍庙，原位于府城内东北、庙道口（今庙道巷）府城隍庙西侧，为清雍正十年（1732）利用原土地祠、观音阁（又名白衣堂）旧址创建，乾隆三十二年（1767）重修。原建筑有大门、乐楼、两庑各三间和大殿五间，今已不存。